# اره‌کوسه درازبینی
اره‌کوسه درازبینی (نام علمی: Pristiophorus cirratus) نام یک گونه از راسته اره‌کوسه‌سانان است.

## توزیع و زیستگاه
اره‌کوسه درازبینی در اقیانوس هند شرقی در اطراف نواحی جنوبی استرالیا، تاسمانی و فلات قاره در اعماق ۴۰ الی ۳۱۰ متری یافت می‌شود. در مواقعی هم ممکن است خطر کرده و به خلیج‌ها و پای‌رودها وارد شوند. اره‌کوسه درازبینی مناطق سنگریزه‌ای و شنی ۳۷ الی ۱۴۶ متر دور از ساحل را ترجیح می‌دهد.